# Juscelino Kubitschek (Santa Maria)
Juscelino Kubitschek é um bairro do distrito da sede, no município de Santa Maria. Localiza-se na região oeste da cidade.
O bairro Juscelino Kubitschek possui uma área de 2,5066 km² que equivale a 2,06% do distrito da Sede que é de 121,84 km² e  0,1399% do município de Santa Maria que é de 1791,65 km².

## História
O bairro é pela primeira vez criado em 1980, sem limites pré-estabelecidos, com uma vaga descrição que sugere que abrangia partes ou totalmente os atuais bairros Juscelino Kubitschek, Pinheiro Machado, São João e Boi Morto.
O bairro já existia oficialmente em 1986 e não teve nenhuma mudança significativa em seu território em 2006 - quando da reconfiguração dos bairros do distrito da Sede. E, é muito conhecido pela sua principal unidade residencial: Cohab Santa Marta.

## Limites
Limita-se com os bairros: Agroindustrial, Noal, Nova Santa Marta, Passo d'Areia, Patronato,Pinheiro Machado, Renascença, São João.
Descrição dos limites do bairro: A delimitação inicia na divisa leste do Distrito Industrial, no ponto de projeção do eixo da Rua Nossa Senhora das Graças, segue-se a partir daí pela seguinte delimitação: eixo desta Rua, no sentido leste; alinhamentos sul da Rua 13 e sudeste da Rua 14, do Loteamento 10 de Outubro, respectivamente nos sentido leste e nordeste; linha de projeção que parte do extremo nordeste deste alinhamento, até alcançar o extremo sudoeste do fundo dos lotes que confrontam ao noroeste com a Rua 14, do Loteamento 7 de Dezembro; fundos dos referidos lotes, no sentido nordeste e fundo dos lotes que confrontam ao nordeste com a Rua Secundária, deste último Loteamento, no sentido sudeste; leito da sanga, afluente do Arroio Cadena, que dista 98 metros ao sudeste da Rua 9, do referido Loteamento, no sentido a montante, até encontrar o eixo da Rua Secundária; eixo desta Rua, no sentido sudeste, defletindo para leste, até a divisa oeste da área militar; divisa oeste da área militar, no sentido sul; eixo da Rua Radialista Oswaldo Nobre, no sentido leste; eixo da canalização do Arroio Cadena, no sentido a jusante; eixo da Rodovia BR-287, no sentido noroeste; divisa leste do Distrito Industrial, até encontrar o ponto de projeção do eixo da Rua Nossa Senhora das Graças, início desta demarcação.

## Unidades residenciais
O bairro Juscelino Kubitschek, pertencente ao distrito da Sede, é uma unidade de vizinhança que contém as seguintes unidades residenciais:
| # | Unidade residencial               | Localização                       | Limites | Obs.       |
| - | --------------------------------- | --------------------------------- | --- | ---------- |
| 1 | Conjunto Habitacional Santa Marta | 29° 41' 26.19" S 53° 51' 46.70" O | A unidade residencial urbana que limita ao norte com a Rua Nossa Senhora das Graças; ao leste, com a Avenida Alcides Roth; ao sul, com a Rodovia BR-287 e ao oeste com a Rua Walter Lippold. | [ Obs. 1 ] |
| 2 | Juscelino Kubitschek              | 29° ' " S 53° ' " O               | Toda a área do perímetro do bairro Juscelino Kubitschek sem denominação específica. |            |
| 3 | Vila Caramelo                     | 29° 41' 42.55" S 53° 50' 45.34" O | A unidade residencial urbana que limita com a Rua Radialista Oswaldo Nobre, Vila Rigão, BR-287 e Vila Martelet. | [ Obs. 2 ] |
| 4 | Vila Jóquei Clube                 | 29° 41' 19.40" S 53° 50' 48.94" O | A unidade residencial urbana que limita ao norte com a área de propriedade do Hipódromo do Passo D’Areia e com a Vila Alto da Boa Vista, do Bairro Santa Marta; a leste, com a antiga estrada para a Caturrita; ao sul, com as propriedades que confrontam para a Rua Radialista Oswaldo Nobre e a oeste, com a Rua Rainere Danesi e Hipódromo do Passo D’Areia. | [ Obs. 3 ] |
| 5 | Vila Martelet                     | 29° 41' 41.29" S 53° 51' 06.59" O | A unidade residencial urbana que limita com a Rua Radialista Oswaldo Nobre, Vila Caramelo e BR-287. | [ Obs. 4 ] |
| 6 | Vila Prado                        | 29° 41' 31.43" S 53° 51' 22.34" O | A unidade residencial urbana que limita ao norte com a Vila Dez de Outubro; ao norte e nordeste com a propriedade do Hipódromo do Passo D’Areia; a leste, com a Rua das Laranjeiras; ao sul, com a Rua Radialista Oswaldo Nobre e a BR-287 e a oeste com a Avenida Alcides Roth.                                                                                 | [ Obs. 5 ] |
| 7 | Vila Rigão                        | 29° 41' 54.22" S 53° 50' 27.14" O | A unidade residencial urbana que confronta com a Avenida Governador Walter Jobim e limita a oeste com a Vila Caramelo. | [ Obs. 6 ] |

1. ↑  O acesso principal se dá pela BR-287.
2. ↑  Um dos principais acessos se dá pela BR-287, outro se dá pela Rua Radialista Osvaldo Nobre.
3. ↑  O acesso principal se dá pela Rua Radialista Osvaldo Nobre.
4. ↑  O acesso principal se dá pela BR-287.
5. ↑  Grande parte de suas ruas são caracterizadas pelo nome de árvores frutíferas: Rua dos Pessegueiros, Rua das Goiabeiras, Rua das Bergamoteiras,...
6. ↑  Os acessos principais se dão pela Avenida Walter Jobim e pela BR-287 - uma continuação da outra. Grande parte de suas ruas tem nome de aves: Rua dos Canários, Rua dos Cardeais, Rua dos Bem-te-vis.

## Demografia

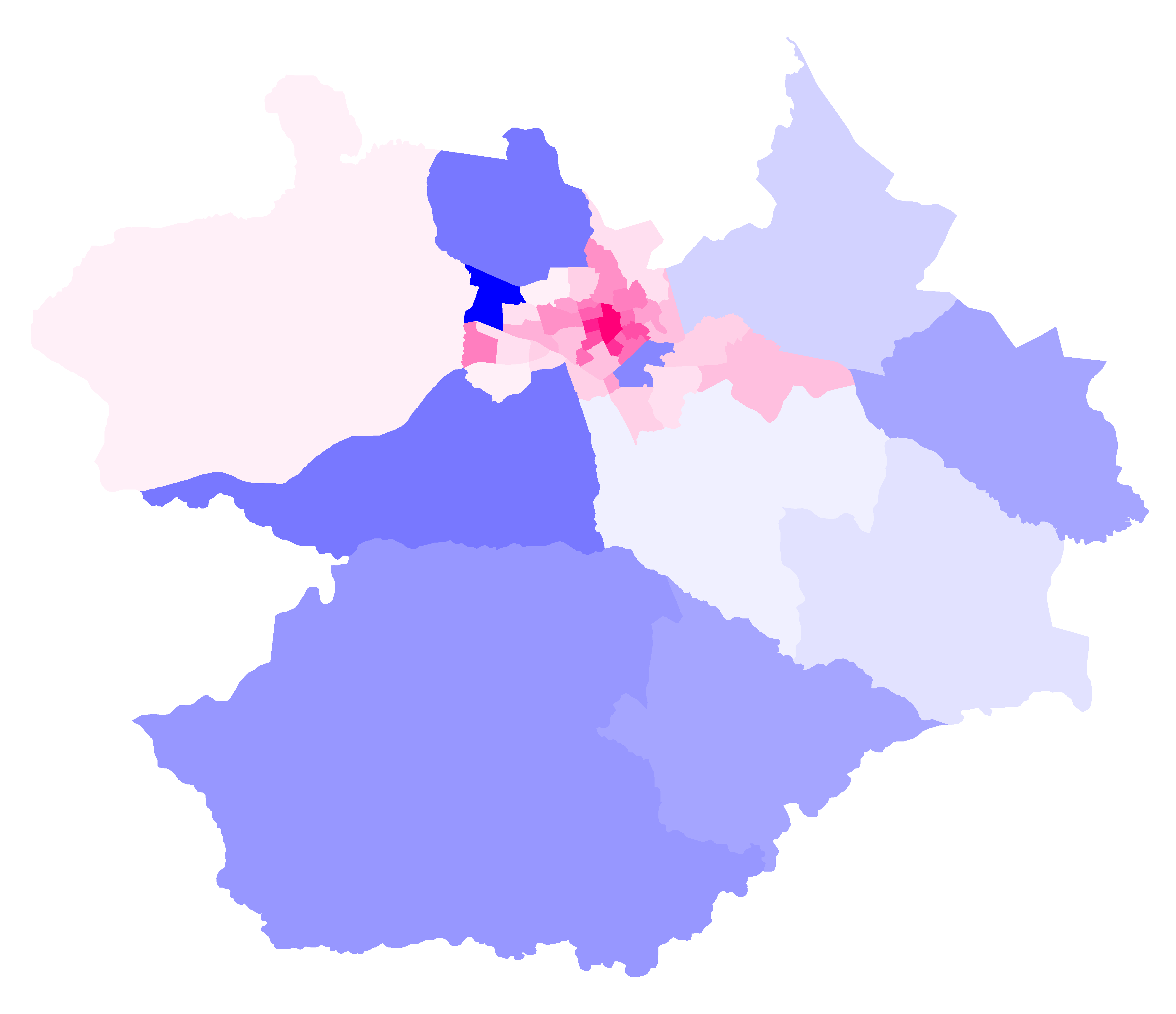
Mapa do município de Santa Maria com as divisões em bairros. Em escalas de azul os bairros com predominância masculina e em escalas de rosa os bairros com predominância feminina. Observa-se que quanto melhor a infraestrutura e o acesso a ela mais convidativo o bairro é para a população feminina. E, reciprocamente, podemos reconhecer os bairros com melhor infraestrutura observando onde a população feminina está concentrada.

Segundo o censo demográfico de 2010, Juscelino Kubitschek é, dentre os 50 bairros oficiais de Santa Maria:
- Um dos 41 bairros do distrito da Sede.
- O 3º bairro mais populoso.
- O 27º bairro em extensão territorial.
- O 12º bairro mais povoado (população/área).
- O 28º bairro em percentual de população na terceira idade (com 60 anos ou mais).
- O 16º bairro em percentual de população na idade adulta (entre 18 e 59 anos).
- O 27º bairro em percentual de população na menoridade (com menos de 18 anos).
- Um dos 39 bairros com predominância de população feminina.
- Um dos 30 bairros que não contabilizaram moradores com 100 anos ou mais.

Considerando que não houve modificação em seu território, ou essa mudança foi insignificativa, pode-se fazer uma comparação de sua evolução demográfica entre os anos de 2000 e 2010: O bairro teve um acréscimo populacional de 1 124 habitantes.
Distribuição populacional do bairro
1. Total: 13730 (100%)
  1. Urbana: 13730 (100%)
  2. Rural: 0 (0%)
2. Homens: 6556 (47,75%)
  1. Urbana: 6556 (100%)
  2. Rural: 0 (0%)
3. Mulheres: 7174 (52,25%)
  1. Urbana: 7174 (100%)
  2. Rural: 0 (0%)

## Infraestrutura
Comércio
O bairro abriga uma unidade do Hipermercado Big, o Big Patronato, na Avenida Walter Jobim, o qual, apesar de levar o nome de um bairro, está situado em outro.
Espaços públicos
No bairro estão situadas as praças Árvore, Turfe, Pedro Custódio Barbosa, Dois Gêmeos, Amigos do Dorival, Flor de Maio, Elói José Petry e Helvio Jobim.